# Суперкубок Казахстана по футболу 2021
Суперкубок Казахстана по футболу 2021 года (каз. Қазақстан Суперкубогы 2021) — 14-й розыгрыш Суперкубка Казахстана. Начиная с этого розыгрыша формат турнира был изменён: вместо одного матча проводились полуфиналы, встреча за 3-е место и финал; при завершении основного времени матча вничью для выявления победителя пробиваются серии пенальти (без назначения дополнительного времени); к участию в турнире допускаются призёры чемпионата Казахстана прошедшего сезона («Кайрат», «Тобол», «Астана») и обладатель кубка Казахстана (в 2020 году не разыгрывался из-за пандемии COVID-19). Так как в 2020 году кубок страны не разыгрывался, к участию в суперкубке по правилам турнира был допущен карагандинский «Шахтёр», занявший 4-е место в чемпионате 2020 года. Все матчи прошли в городе Туркестане на стадионе «Туркестан Арена».
Обладателем Суперкубка впервые стал костанайский «Тобол», победивший в финале в серии пенальти столичную «Астану».

## 1/2 финала
Жеребьёвка прошла 15 февраля.
| Команда            | счёт           | Команда             |
| ------------------ | -------------- | ------------------- |
| Шахтёр (Караганда) | 0:2            | Астана (Нур-Султан) |
| Тобол (Костанай)   | 3:3 (пен. 4:2) | Кайрат (Алма-Ата)   |

| Шахтёр (Караганда) | 0:2 | Астана (Нур-Султан)                |
| ------------------ | --- | ---------------------------------- |
|                    |     | Томашевич Ж. 17′ · Барсегян Т. 73′ |

| Тобол (Костанай)                                         | 3:3 | Кайрат (Алма-Ата)                                     |
| -------------------------------------------------------- | --- | ----------------------------------------------------- |
| Тагыберген А. 9′ · Малый С. 73′ · Мужиков С. 75′         |     | Косович Н. 40′ · Шушеначев А. 67′ · Алыкулов Г. 90+1′ |
| Пенальти                                                 |     |                                                       |
| Мужиков С. · Йованчич Д. · Тагыберген А. · Лобжанидзе Э. | 4:2 | Дугалич Р. · Косович Н. · Абикен А. · Оганесян К.     |

## Матч за 3-е место
| Кайрат (Алма-Ата)             | 2:1 | Шахтёр (Караганда) |
| ----------------------------- | --- | ------------------ |
| Поляков Д. 63′ · Мамба Ш. 88′ |     | Пайруз Ж. 51′      |

## Финал
| Тобол (Костанай)                                                      | 1:1 | Астана (Нур-Султан)                                                   |
| --------------------------------------------------------------------- | --- | --------------------------------------------------------------------- |
| Малый С. 15′                                                          |     | Томасов М. 90+1′                                                      |
| Пенальти                                                              |     |                                                                       |
| Мужиков С. · Аманович А. · Тагыберген А. · Йованчич Д. · Нургалиев А. | 5:4 | Бейсебеков А. · Чуперка В. · Муртазаев Р. · Барсегян Т. · Заруцкий А. |